# Saut en hauteur
Le saut en hauteur est une épreuve d'athlétisme qui consiste à franchir une barre posée entre deux supports verticaux en prenant appui sur une jambe.
Le record du monde masculin actuel de la discipline est détenu par le Cubain Javier Sotomayor avec un saut à 2,45 m lors du meeting de Salamanque le 27 juillet 1993. Le record féminin est détenu par l'Ukrainienne Yaroslava Mahuchikh, avec un saut à 2,10 m, le 7 juillet 2024, lors du meeting de la Diamond League au stade Charlety (Paris).

## Réglementation
L'athlète qui franchit la barre la plus haute remporte le concours.
L'appel doit obligatoirement être pris sur un seul pied. La tête de l'athlète peut franchir la barre en premier depuis 1938.
Les concurrents disposent d'un temps limité pour commencer leur course d'élan (30 secondes depuis 2018, une minute auparavant).
Le concours est régi par deux principes généraux : la barre ne peut jamais être descendue, et les concurrents sont éliminés après trois échecs successifs.
La barre est montée par palier (de 5 cm en 5 cm au début de la compétition, puis de 3 en 3 cm). Cette hauteur de palier ne peut pas augmenter pendant le concours, ni faire moins de 2 cm.
Lorsqu'un sauteur a raté son premier essai (ou ses deux premiers essais) à une hauteur déterminée, il a le droit de conserver ses deux essais (ou son dernier essai) pour tenter directement une hauteur suivante (c'est une impasse). Ce n'est qu'au troisième échec successif qu'il est éliminé, ces échecs pouvant donc avoir eu lieu a des hauteurs différentes.

## Classement et départage des égalités
C'est la dernière hauteur franchie qui est prise en compte pour le classement.
Les égalités sont départagées en premier lieu par le nombre d'essais que cette dernière hauteur a nécessité (l'avantage étant donné à celui qui a eu recours au moins de tentatives), en second lieu par le nombre total d'échecs dans le concours. Si l'égalité persiste, les concurrents sont classés ex æquo, sauf s'il s'agit de la première place, auquel cas un barrage est organisé, sauf si les concurrents s'accordent pour arrêter le concours et partager la première place (ce fut par exemple le cas lors de l'épreuve masculine des Jeux olympiques de Tokyo de 2021). Les concurrents n'ont alors qu'un seul essai par barre, la première étant au niveau suivant la dernière hauteur franchie par les concurrents. Si plusieurs réussissent, on monte la barre de 2 cm. Si tous échouent, personne n'est éliminé et l'on descend la barre de 2 cm (c'est le seul cas où la barre peut descendre). On continue ainsi jusqu'à ce qu'un seul concurrent passe la barre. La plus grande hauteur franchie lors du barrage est prise en compte comme performance du concours.

## Technique de saut en hauteur
Quatre techniques se sont succédé depuis la fin du XIXe siècle.

### Ciseau
L'athlète saute en élevant la première jambe et quand il est passé, il élève l'autre en retombant,. Cette technique est d'apprentissage facile, mais ses performances sont  moindres qu'avec les suivantes. Dès 1895, Michael Sweeney (en) pratiquait ce retournement intérieur avec une course d'élan en courbe et le genou libre fléchi (analogie avec le futur Fosbury-flop). Le français Pierre Lewden avait une bonne maîtrise de cette technique de même que Karl Schelenz (en) en 1918. Le hongrois Jeno Gaspar (en) a apporté une variante avec le retournement extérieur. Le Quatari Mutaz Barshim aurait franchi 2,16 m, en utilisant cette technique, lors d'un entraînement en 2018.

### Rouleau costal
Dès 1912, George Horine franchit la barre des 2 m en décalant légèrement son élan sur le côté et en exécutant un saut dans lequel il esquive latéralement ses jambes. Sa technique sera appelée saut costal, rouleau costal ou rouleau californien. Harold Osborn se distingue avec cette technique en 1924.
L'athlète attaque la barre de face et saute à l'horizontale, sur le côté, la jambe d'appel pliée, sous lui. Cette technique limite considérablement la marge de progression du fait qu'il n'y a pas de rotation du corps autour de la barre comme l'autorise la technique suivante ; comme dans le ciseau, le centre de gravité du sauteur passe au-dessus de la barre, ce qui n'est pas le cas dans les techniques qui suivent. Cependant elle limitait le stress lié à la chute à une époque où les fosses de réception étaient, la plupart du temps, garnies de sable.

### Rouleau ventral
C'est Lester Steers qui, le premier, utilise cette technique en 1940. L'athlète attaque l'obstacle latéralement en s'enroulant littéralement autour de la barre, à l'horizontale. La difficulté de cette technique était le dégagement de la jambe d'appel au-dessus de la barre. Elle nécessitait des qualités de gymnaste éprouvées que seul le Russe Valeriy Brumel a su porter, dans les années 1960, à leur plus haut point en établissant le record du monde à 2,28 m puis Ni Chih-Chin et Pat Matzdorf à 2,29 m. Signalons encore Vladimir Yashchenko qui, alors que le Fosbury était adopté par tous les sauteurs, s'éleva à 2,33 m le 3 juillet 1977, puis 2,34 m au cours de l'été 1978 en rouleau ventral, battant ainsi l'ancien record du monde détenu par Dwight Stones, l'homme qui franchit pour la première fois la barrière des 2,30 m. Après les sauts de Yashchenko, la technique du rouleau ventral ne fera plus évoluer les records du monde.

### Fosbury-flop
Le Fosbury-flop, ou rouleau dorsal, est la technique la plus utilisée actuellement. Lors de son premier usage en compétition, le saut fut refusé dans un premier temps, puis accepté puisqu'il était possible de franchir la barre la tête en premier depuis 1938.
La nouvelle technique fut utilisée pour la première fois dans une compétition internationale aux Jeux olympiques de 1968 par Dick Fosbury. Elle consiste à arriver dos à l'obstacle et à sauter de dos, en levant les deux jambes en dernier au-dessus de la barre,. Dick Fosbury passait ce jour la barre à 2,24 m, nouveau record olympique. Dick Fosbury fut médaillé d'or,.
Par la suite, il a été prouvé que Fosbury n'a pas été le premier à utiliser cette technique, sans qu'il le sache. l'américain Bruce Quande a été photographié, en 1963, passant la tête la première et le dos face à la barre alors qu'il était étudiant dans le Montana. Dès 1965, la canadienne Debbie Brill s'essaiera également à ce type de saut, qui sera baptisé le Brill-bend (l'incurvement de Brill).

Techniques du saut en hauteur
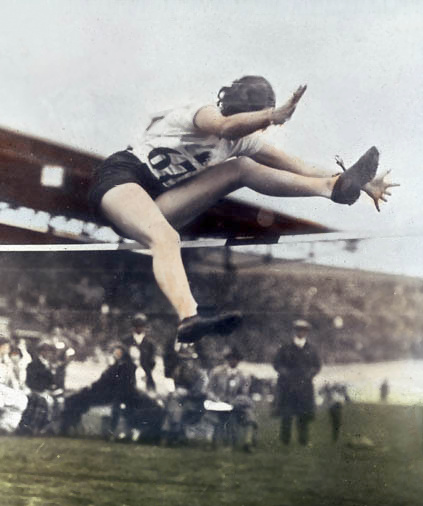
Ciseau.
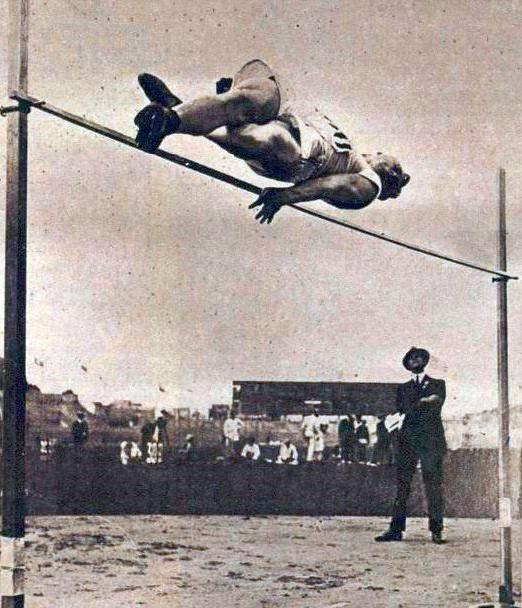
Rouleau costal ou rouleau californien.
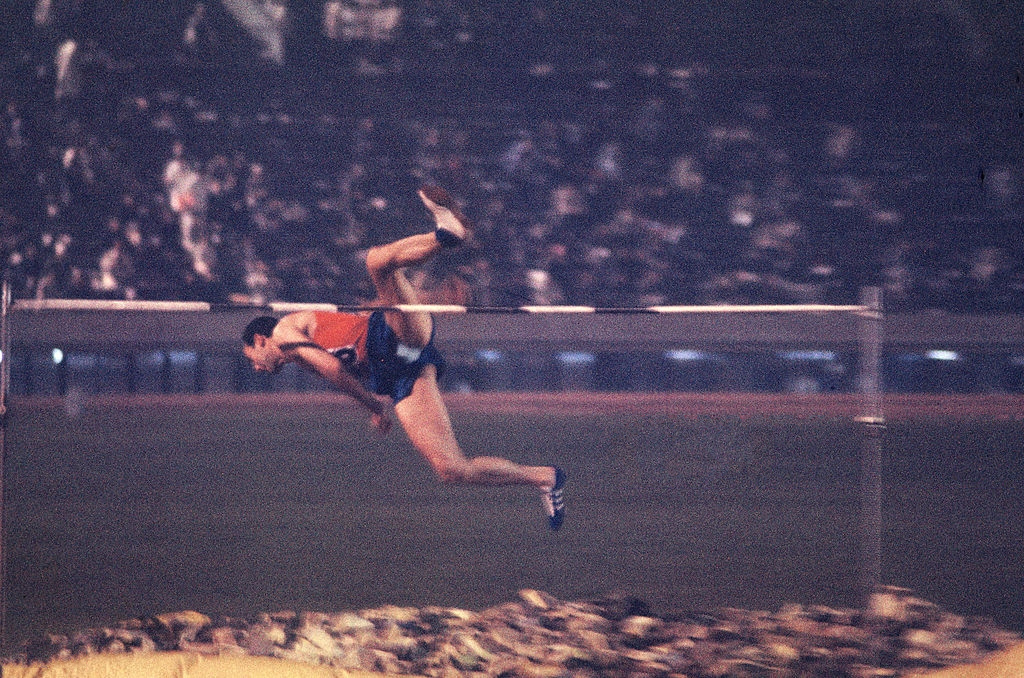
Rouleau ventral.
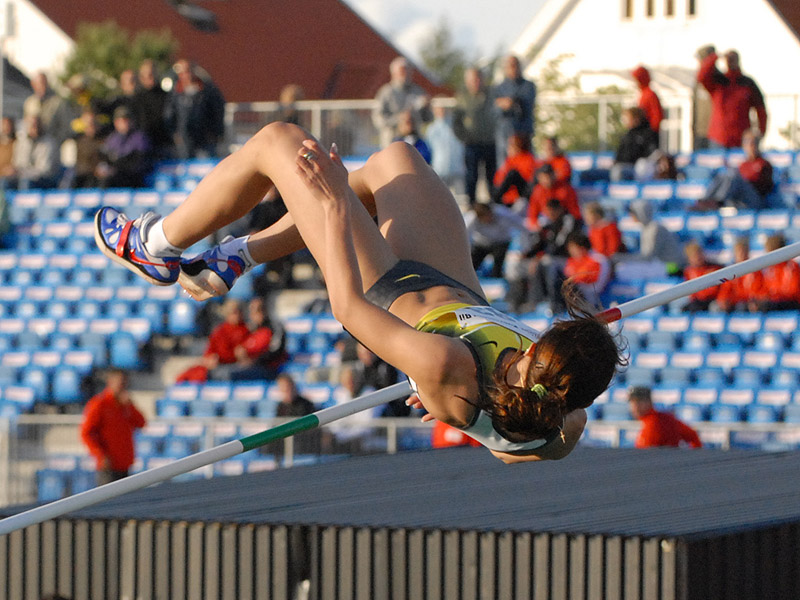
Fosbury-flop.

## Records

### Records du monde
|                           | Genre | Performance | Athlète             | Date            | Lieu       |
| Records du monde          | M     | 2,45 m      | Javier Sotomayor    | 27 juillet 1993 | Salamanque |
| Records du monde          | F     | 2,10 m      | Yaroslava Mahuchikh | 7 juillet 2024  | Paris      |
| Records du monde en salle | M     | 2,43 m      | Javier Sotomayor    | 4 mars 1989     | Budapest   |
| Records du monde en salle | F     | 2,08 m      | Kajsa Bergqvist     | 4 février 2006  | Arnstadt   |

### Records continentaux
| Continent                                                 | Hommes  | Hommes                           | Hommes         | Femmes  | Femmes                | Femmes         |
| Continent                                                 | Hauteur | Athlète                          | Nation         | Hauteur | Athlète               | Nation         |
| --------------------------------------------------------- | ------- | -------------------------------- | -------------- | ------- | --------------------- | -------------- |
| Afrique (records)                                         | 2,38 m  | Jacques Freitag                  | Afrique du Sud | 2,06 m  | Hestrie Cloete        | Afrique du Sud |
| Asie (records)                                            | 2,43 m  | Mutaz Essa Barshim               | Qatar          | 2,00 m  | Nadezhda Dubovitskaya | Kazakhstan     |
| Europe (records, progression)                             | 2,42 m  | Patrik Sjöberg Bohdan Bondarenko | Suède Ukraine  | 2,10 m  | Yaroslava Mahuchikh   | Ukraine        |
| Amérique du Nord, Amérique centrale et Caraïbes (records) | 2,45 m  | Javier Sotomayor                 | Cuba           | 2,05 m  | Chaunté Lowe          | États-Unis     |
| Océanie (records)                                         | 2,36 m  | Tim Forsyth                      | Australie      | 2,02 m  | Nicola McDermott      | Australie      |
| Amérique du Sud (records)                                 | 2,33 m  | Gilmar Mayo                      | Colombie       | 1,96 m  | Solange Witteveen     | Argentine      |

### Records en compétition
| Compétition                    | Genre | Performance | Athlète            | Date | Lieu         |
| ------------------------------ | ----- | ----------- | ------------------ | ---- | ------------ |
| Jeux olympiques                | M     | 2,39 m      | Charles Austin     | 1996 | Atlanta      |
| Jeux olympiques                | F     | 2,06 m      | Yelena Slesarenko  | 2004 | Athènes      |
| Championnats du monde          | M     | 2,41 m      | Bohdan Bondarenko  | 2013 | Moscou       |
| Championnats du monde          | F     | 2,09 m      | Stefka Kostadinova | 1987 | Rome         |
| Championnats du monde en salle | M     | 2,43 m      | Javier Sotomayor   | 1989 | Budapest     |
| Championnats du monde en salle | F     | 2,05 m      | Stefka Kostadinova | 1987 | Indianapolis |

## Bilans et statistiques

### Meilleurs performeurs

#### Hommes
| Hauteur | Athlète            | Nationalité    | Lieu             | Date             |
| ------- | ------------------ | -------------- | ---------------- | ---------------- |
| 2,45 m  | Javier Sotomayor   | Cuba           | Salamanque       | 23 juillet 1993  |
| 2,43 m  | Mutaz Essa Barshim | Qatar          | Bruxelles        | 5 septembre 2014 |
| 2,42 m  | Patrik Sjöberg     | Suède          | Stockholm        | 30 juin 1987     |
| 2,42 m  | Carlo Thränhardt   | Allemagne      | Berlin (salle)   | 26 février 1988  |
| 2,42 m  | Bohdan Bondarenko  | Ukraine        | New York         | 14 juin 2014     |
| 2,41 m  | Igor Paklin        | → Kirghizistan | Kobe             | 4 septembre 1985 |
| 2,40 m  | Rudolf Povarnitsyn | → Ukraine      | Donetsk          | 11 août 1985     |
| 2,40 m  | Sorin Matei        | Roumanie       | Bratislava       | 20 juin 1990     |
| 2,40 m  | Hollis Conway      | États-Unis     | Séville (salle)  | 10 mars 1991     |
| 2,40 m  | Charles Austin     | États-Unis     | Zurich           | 7 août 1991      |
| 2,40 m  | Vyacheslav Voronin | Russie         | Londres          | 5 août 2000      |
| 2,40 m  | Stefan Holm        | Suède          | Madrid (salle)   | 6 mars 2005      |
| 2,40 m  | Ivan Ukhov         | Russie         | Le Pirée (salle) | 25 février 2009  |
| 2,40 m  | Aleksey Dmitrik    | Russie         | Arnstadt (salle) | 9 février 2014   |
| 2,40 m  | Derek Drouin       | Canada         | Des Moines       | 25 avril 2014    |
| 2,40 m  | Andriy Protsenko   | Ukraine        | Lausanne         | 3 juillet 2014   |

#### Femmes

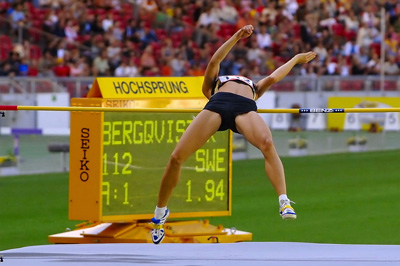
Kajsa Bergqvist le 9 septembre 2006 lors du meeting de Stuttgart

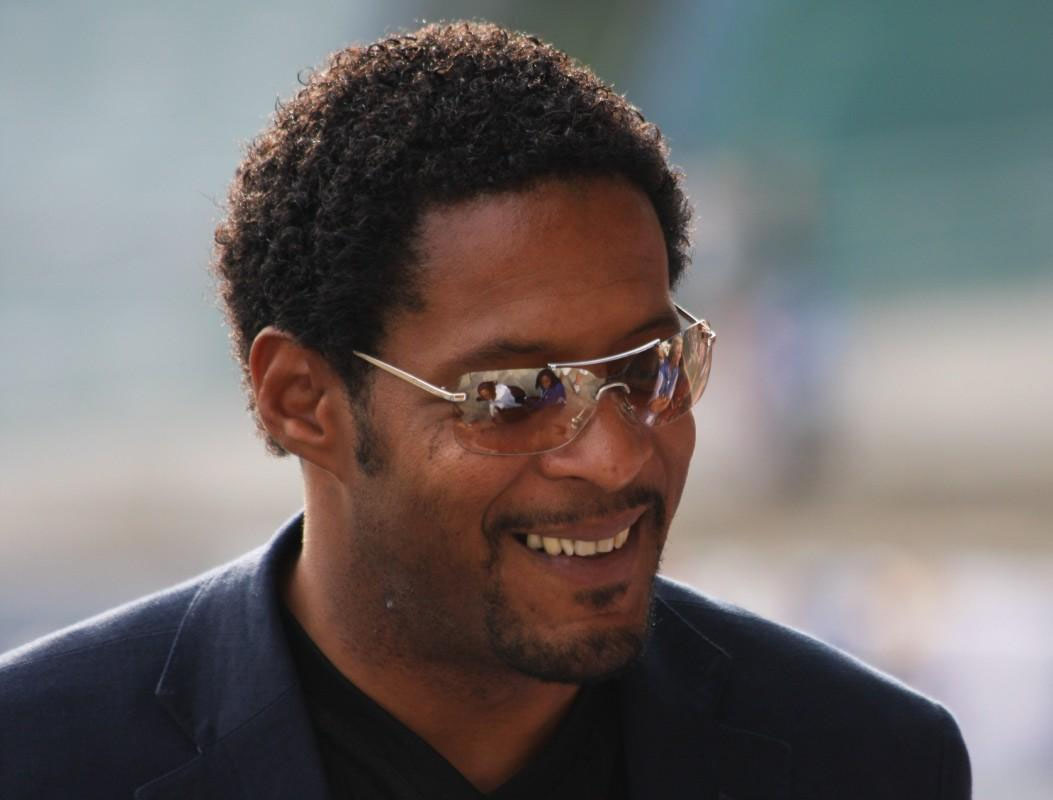
Javier Sotomayor, détenteur du record du monde du saut en hauteur, établit à huit reprises la meilleure performance mondiale de l'année.

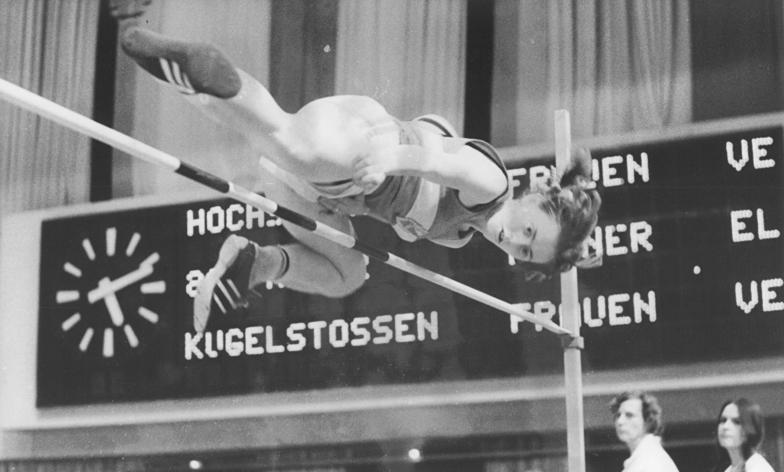
Rosemarie Ackermann.

| Hauteur | Athlète               | Nationalité    | Lieu                    | Date              |
| ------- | --------------------- | -------------- | ----------------------- | ----------------- |
| 2,10 m  | Yaroslava Mahuchikh   | Ukraine        | Paris                   | 7 juillet 2024    |
| 2,09 m  | Stefka Kostadinova    | Bulgarie       | Rome                    | 30 août 1987      |
| 2,08 m  | Kajsa Bergqvist       | Suède          | Arnstadt (salle)        | 4 février 2006    |
| 2,08 m  | Blanka Vlašić         | Croatie        | Zagreb                  | 31 août 2009      |
| 2,07 m  | Lyudmila Andonova     | Bulgarie       | Berlin                  | 20 juillet 1984   |
| 2,07 m  | Heike Henkel          | Allemagne      | Karlsruhe (salle)       | 8 février 1992    |
| 2,07 m  | Anna Chicherova       | Russie         | Tcheboksary             | 22 juillet 2011   |
| 2,06 m  | Hestrie Cloete        | Afrique du Sud | Paris                   | 31 août 2003      |
| 2,06 m  | Yelena Slesarenko     | Russie         | Athènes                 | 28 août 2004      |
| 2,06 m  | Ariane Friedrich      | Allemagne      | Berlin                  | 14 juin 2009      |
| 2,06 m  | Mariya Lasitskene     | Russie         | Lausanne                | 6 juillet 2017    |
| 2,05 m  | Tamara Bykova         | → Russie       | Kiev                    | 22 juin 1984      |
| 2,05 m  | Inha Babakova         | Ukraine        | Tokyo                   | 15 septembre 1995 |
| 2,05 m  | Tia Hellebaut         | Belgique       | Birmingham              | 2 mars 2007       |
| 2,05 m  | Chaunté Lowe          | États-Unis     | Des Moines              | 26 juin 2010      |
| 2,04 m  | Silvia Costa          | Cuba           | Barcelone               | 9 septembre 1989  |
| 2,04 m  | Alina Astafei         | Allemagne      | Berlin (salle)          | 3 mars 1995       |
| 2,04 m  | Venelina Veneva       | Bulgarie       | Kalamata                | 2 juin 2001       |
| 2,04 m  | Antonietta Di Martino | Italie         | Banská Bystrica (salle) | 9 février 2011    |
| 2,04 m  | Irina Gordeeva        | Russie         | Eberstadt               | 19 août 2012      |
| 2,04 m  | Brigetta Barrett      | États-Unis     | Des Moines              | 22 juin 2013      |

### Meilleures performances mondiales de l'année
| Année | Marque | Athlète                                                            | Nationalité                     | Lieu                          |
| ----- | ------ | ------------------------------------------------------------------ | ------------------------------- | ----------------------------- |
| 1971  | 2,29 m | Pat Matzdorf                                                       | États-Unis                      | Berkeley                      |
| 1972  | 2,25 m | Jüri Tarmak                                                        | Union soviétique                | Moscou                        |
| 1973  | 2,30 m | Dwight Stones                                                      | États-Unis                      | Munich                        |
| 1974  | 2,28 m | Dwight Stones                                                      | États-Unis                      | Oslo                          |
| 1975  | 2,28 m | Dwight Stones                                                      | États-Unis                      | New York                      |
| 1976  | 2,32 m | Dwight Stones                                                      | États-Unis                      | Philadelphie                  |
| 1977  | 2,33 m | Vladimir Yashchenko                                                | Union soviétique                | Richmond                      |
| 1978  | 2,34 m | Vladimir Yashchenko                                                | Union soviétique                | Tbilissi                      |
| 1979  | 2,32 m | Dietmar Mögenburg                                                  | Allemagne de l'Ouest            | Ottawa                        |
| 1980  | 2,36 m | Gerd Wessig                                                        | Allemagne de l'Est              | Moscou                        |
| 1981  | 2,33 m | Aleksey Demyanyuk (en)                                             | Union soviétique                | Léningrad                     |
| 1982  | 2,33 m | Zhu Jianhua                                                        | Chine                           | Delhi                         |
| 1983  | 2,38 m | Zhu Jianhua                                                        | Chine                           | Shanghai                      |
| 1984  | 2,39 m | Zhu Jianhua                                                        | Chine                           | Eberstadt                     |
| 1985  | 2,41 m | Igor Paklin                                                        | Union soviétique                | Kobé                          |
| 1986  | 2,38 m | Igor Paklin                                                        | Union soviétique                | Rieti                         |
| 1987  | 2,42 m | Patrik Sjöberg                                                     | Suède                           | Stockholm                     |
| 1988  | 2,43 m | Javier Sotomayor                                                   | Cuba                            | Salamanque                    |
| 1989  | 2,44 m | Javier Sotomayor                                                   | Cuba                            | San Juan                      |
| 1990  | 2,40 m | Sorin Matei                                                        | Roumanie                        | Bratislava                    |
| 1991  | 2,40 m | Javier Sotomayor Charles Austin                                    | Cuba États-Unis                 | Saint-Denis Zurich            |
| 1992  | 2,37 m | Steve Smith                                                        | Royaume-Uni                     | Séoul                         |
| 1993  | 2,45 m | Javier Sotomayor                                                   | Cuba                            | Salamanque                    |
| 1994  | 2,42 m | Javier Sotomayor                                                   | Cuba                            | Séville                       |
| 1995  | 2,40 m | Javier Sotomayor                                                   | Cuba                            | Mar del Plata                 |
| 1996  | 2,39 m | Charles Austin                                                     | États-Unis                      | Atlanta                       |
| 1997  | 2,37 m | Javier Sotomayor                                                   | Cuba                            | Athènes                       |
| 1998  | 2,37 m | Javier Sotomayor                                                   | Cuba                            | Maracaibo                     |
| 1999  | 2,37 m | Vyacheslav Voronin                                                 | Russie                          | Séville                       |
| 2000  | 2,40 m | Vyacheslav Voronin                                                 | Russie                          | Londres                       |
| 2001  | 2,37 m | Vyacheslav Voronin                                                 | Russie                          | Eberstadt                     |
| 2002  | 2,37 m | Jacques Freitag                                                    | Afrique du Sud                  | Durban                        |
| 2003  | 2,36 m | Aleksander Walerianczyk                                            | Pologne                         | Bydgoszcz                     |
| 2004  | 2,36 m | Stefan Holm                                                        | Suède                           | Eberstadt Athènes             |
| 2005  | 2,38 m | Jacques Freitag Andriy Sokolovskyy                                 | Afrique du Sud Ukraine          | Oudtshoorn Rome               |
| 2006  | 2,37 m | Andrey Silnov                                                      | Russie                          | Monaco                        |
| 2007  | 2,35 m | Donald Thomas Stefan Holm Yaroslav Rybakov Kyriacos Ioannou        | Bahamas Suède Russie Chypre     | Salamanque Stockholm Osaka    |
| 2008  | 2,38 m | Andrey Silnov                                                      | Russie                          | Londres                       |
| 2009  | 2,35 m | Andra Manson Ivan Ukhov Yaroslav Rybakov                           | États-Unis Russie               | Austin Tcheboksary            |
| 2010  | 2,36 m | Ivan Ukhov                                                         | Russie                          | Opole                         |
| 2011  | 2,37 m | Jesse Williams                                                     | États-Unis                      | Eugene                        |
| 2012  | 2,39 m | Ivan Ukhov Mutaz Essa Barshim                                      | Russie Qatar                    | Tcheboksary Lausanne          |
| 2013  | 2,41 m | Bohdan Bondarenko                                                  | Ukraine                         | Lausanne Moscou               |
| 2014  | 2,43 m | Mutaz Essa Barshim                                                 | Qatar                           | Bruxelles                     |
| 2015  | 2,41 m | Mutaz Essa Barshim                                                 | Qatar                           | Athlone Eugene                |
| 2016  | 2,40 m | Mutaz Essa Barshim                                                 | Qatar                           | Opole                         |
| 2017  | 2,40 m | Mutaz Essa Barshim                                                 | Qatar                           | Birmingham Eberstadt          |
| 2018  | 2,40 m | Mutaz Essa Barshim                                                 | Qatar                           | Doha Székesfehérvár           |
| 2019  | 2,37 m | Mutaz Essa Barshim                                                 | Qatar                           | Doha                          |
| 2020  | 2,33 m | Maksim Nedasekau                                                   | Biélorussie                     | Minsk                         |
| 2021  | 2,37 m | Ilya Ivanyuk Maksim Nedasekau Gianmarco Tamberi Mutaz Essa Barshim | Russie Biélorussie Italie Qatar | Smolensk Székesfehérvár Tokyo |
| 2022  | 2,37 m | Mutaz Essa Barshim                                                 | Qatar                           | Eugene                        |
| 2023  | 2,36 m | Mutaz Essa Barshim Gianmarco Tamberi JuVaughn Harrison             | Qatar Italie États-Unis         | Chorzów Budapest              |

| Année | Marque | Athlète                                    | Nationalité           | Lieu                      |
| ----- | ------ | ------------------------------------------ | --------------------- | ------------------------- |
| 1970  | 1,87 m | Antonina Lazareva                          | Union soviétique      | Kiev                      |
| 1971  | 1,92 m | Ilona Gusenbauer                           | Autriche              | Vienne                    |
| 1972  | 1,94 m | Yordanka Blagoeva                          | Bulgarie              | Zagreb                    |
| 1973  | 1,92 m | Yordanka Blagoeva                          | Bulgarie              | Varsovie                  |
| 1974  | 1,95 m | Rosemarie Ackermann                        | Allemagne de l'Est    | Rome                      |
| 1975  | 1,94 m | Rosemarie Ackermann                        | Allemagne de l'Est    | Nice                      |
| 1976  | 1,96 m | Rosemarie Ackermann                        | Allemagne de l'Est    | Dresde                    |
| 1977  | 2,00 m | Rosemarie Ackermann                        | Allemagne de l'Est    | Berlin                    |
| 1978  | 2,01 m | Sara Simeoni                               | Italie                | Brescia                   |
| 1979  | 1,99 m | Rosemarie Ackermann                        | Allemagne de l'Est    | Turin                     |
| 1980  | 1,98 m | Sara Simeoni                               | Italie                | Turin                     |
| 1981  | 1,97 m | Pamela Spencer (en)                        | États-Unis            | Bruxelles                 |
| 1982  | 2,02 m | Ulrike Meyfarth                            | Allemagne de l'Ouest  | Athènes                   |
| 1983  | 2,04 m | Tamara Bykova                              | Union soviétique      | Pisa                      |
| 1984  | 2,07 m | Lyudmila Andonova                          | Bulgarie              | Berlin                    |
| 1985  | 2,06 m | Stefka Kostadinova                         | Bulgarie              | Moscou                    |
| 1986  | 2,08 m | Stefka Kostadinova                         | Bulgarie              | Sofia                     |
| 1987  | 2,09 m | Stefka Kostadinova                         | Bulgarie              | Rome                      |
| 1988  | 2,07 m | Stefka Kostadinova                         | Bulgarie              | Sofia                     |
| 1989  | 2,04 m | Silvia Costa                               | Cuba                  | Barcelone                 |
| 1990  | 2,02 m | Yelena Yelesina                            | Union soviétique      | Seattle                   |
| 1991  | 2,05 m | Heike Henkel                               | Allemagne             | Tokyo                     |
| 1992  | 2,05 m | Stefka Kostadinova                         | Bulgarie              | Saint Marin               |
| 1993  | 2,05 m | Stefka Kostadinova                         | Bulgarie              | Fukuoka                   |
| 1994  | 2,00 m | Silvia Costa Inga Babakova Britta Bilač    | Cuba Ukraine Slovénie | La Havane Moscou Helsinki |
| 1995  | 2,05 m | Inga Babakova                              | Ukraine               | Tokyo                     |
| 1996  | 2,05 m | Stefka Kostadinova                         | Bulgarie              | Atlanta                   |
| 1997  | 2,02 m | Stefka Kostadinova Inga Babakova           | Bulgarie Ukraine      | Osaka Fukuoka             |
| 1998  | 2,03 m | Venelina Veneva                            | Bulgarie              | Kalamata                  |
| 1999  | 2,04 m | Hestrie Cloete                             | Afrique du Sud        | Monaco                    |
| 2000  | 2,02 m | Monica Iagăr                               | Roumanie              | Villeneuve-d'Ascq         |
| 2001  | 2,04 m | Venelina Veneva                            | Bulgarie              | Kalamata                  |
| 2002  | 2,05 m | Kajsa Bergqvist                            | Suède                 | Poznań                    |
| 2003  | 2,06 m | Kajsa Bergqvist Hestrie Cloete             | Suède Afrique du Sud  | Eberstadt Saint-Denis     |
| 2004  | 2,06 m | Yelena Slesarenko                          | Russie                | Athènes                   |
| 2005  | 2,03 m | Kajsa Bergqvist                            | Suède                 | Sheffield                 |
| 2006  | 2,05 m | Kajsa Bergqvist                            | Suède                 | Londres                   |
| 2007  | 2,07 m | Blanka Vlašić                              | Croatie               | Stockholm                 |
| 2008  | 2,06 m | Blanka Vlašić                              | Croatie               | Istanbul Madrid           |
| 2009  | 2,08 m | Blanka Vlašić                              | Croatie               | Zagreb                    |
| 2010  | 2,05 m | Chaunté Lowe Blanka Vlašić                 | États-Unis Croatie    | Des Moines Split          |
| 2011  | 2,07 m | Anna Chicherova                            | Russie                | Tcheboksary               |
| 2012  | 2,05 m | Anna Chicherova                            | Russie                | Londres                   |
| 2013  | 2,04 m | Brigetta Barrett                           | États-Unis            | Des Moines                |
| 2014  | 2,01 m | Mariya Kuchina Anna Chicherova Ruth Beitia | Russie Espagne        | Stockholm Eugène Zurich   |
| 2015  | 2,03 m | Anna Chicherova                            | Russie                | Lausanne                  |
| 2016  | 2,01 m | Chaunte Lowe                               | États-Unis            | Eugene                    |
| 2017  | 2,06 m | Mariya Lasitskene                          | Russie                | Lausanne                  |
| 2018  | 2,04 m | Mariya Lasitskene                          | Russie                | Moscou Paris              |
| 2019  | 2,06 m | Mariya Lasitskene                          | Russie                | Ostrava                   |
| 2020  | 2,05 m | Mariya Lasitskene                          | Russie                | Moscou                    |
| 2021  | 2,06 m | Yaroslava Mahuchikh                        | Ukraine               | Banska Bystrica           |
| 2022  | 2,05 m | Yaroslava Mahuchikh                        | Ukraine               | Bruxelles                 |
| 2023  | 2,02 m | Nicola Olyslagers Yaroslava Mahuchikh      | Australie Ukraine     | Lausanne Belgrade         |
| 2024  | 2,10 m | Yaroslava Mahuchikh                        | Ukraine               | Paris                     |

### Statistiques

#### Athlètes féminines ayant enregistré le plus de saut au-delà des 2 mètres dans leur carrière
|    | Athlète                 | Nationalité    | Nombre | Première fois    | Dernière fois     |
| -- | ----------------------- | -------------- | ------ | ---------------- | ----------------- |
| 1  | Stefka Kostadinova      | Bulgarie       | 195    | 25 août 1984     | 24 mai 1997       |
| 2  | Blanka Vlašić           | Croatie        | 166    | 7 juillet 2003   | 29 août 2015      |
| 3  | Mariya Lasitskene       | Russie         | 95     | 16 janvier 2014  | 27 août 2022      |
| 4  | Kajsa Bergqvist         | Suède          | 70     | 15 février 2000  | 25 juillet 2007   |
| 5  | Heike Henkel            | Allemagne      | 64     | 20 août 1989     | 10 juillet 1993   |
| 6  | Anna Chicherova         | Russie         | 62     | 25 décembre 2002 | 11 juin 2019      |
| 7  | Inha Babakova           | Ukraine        | 55     | 20 juin 1991     | 27 juin 2003      |
| 8  | Yaroslava Mahuchikh     | Ukraine        | 52     | 30 juin 2019     | 18 février 2025   |
| 9  | Yelena Slesarenko       | Russie         | 44     | 17 janvier 2004  | 22 août 2008      |
| 10 | Ariane Friedrich        | Allemagne      | 40     | 26 janvier 2008  | 11 septembre 2010 |
| 11 | Hestrie Cloete          | Afrique du Sud | 35     | 21 juillet 1999  | 28 août 2004      |
| 12 | Chaunté Lowe            | États-Unis     | 26     | 20 juillet 2005  | 3 juillet 2016    |
| 13 | Tamara Bykova           | Russie         | 23     | 6 mars 1983      | 5 mars 1989       |
| 13 | Alina Astafei           | Allemagne      | 23     | 29 juillet 1988  | 9 février 1996    |
| 15 | Venelina Veneva-Mateeva | Bulgarie       | 22     | 23 mai 1998      | 27 août 2006      |
| 16 | Antonietta di Martino   | Italie         | 17     | 13 février 2007  | 3 septembre 2011  |
| 17 | Ruth Beitia             | Espagne        | 15     | 26 juillet 2003  | 4 juin 2015       |
| 18 | Monica Iagăr            | Roumanie       | 14     | 22 août 1997     | 17 juin 2000      |
| 18 | Tia Hellebaut           | Belgique       | 14     | 8 juillet 2006   | 5 septembre 2008  |
| 20 | Marina Kuptsova         | Russie         | 13     | 26 janvier 2002  | 31 août 2003      |

## Palmarès olympique et mondial
| Compétition.  | Hommes                               | Femmes              |
| ------------- | ------------------------------------ | ------------------- |
| Jeux 1896     | Ellery Clark                         |                     |
| Jeux 1900     | Irving Baxter                        |                     |
| Jeux 1904     | Samuel Jones                         |                     |
| Jeux 1908     | Harry Porter                         |                     |
| Jeux 1912     | Alma Richards                        |                     |
| Jeux 1920     | Richmond Landon                      |                     |
| Jeux 1924     | Harold Osborn                        |                     |
| Jeux 1928     | Robert King                          | Ethel Catherwood    |
| Jeux 1932     | Duncan McNaughton                    | Jean Shiley         |
| Jeux 1936     | Cornelius Johnson                    | Ibolya Csák         |
| Jeux 1948     | John Winter                          | Alice Coachman      |
| Jeux 1952     | Buddy Davis                          | Esther Brand        |
| Jeux 1956     | Charles Dumas                        | Mildred McDaniel    |
| Jeux 1960     | Robert Shavlakadze                   | Iolanda Balas       |
| Jeux 1964     | Valeri Brumel                        | Iolanda Balas       |
| Jeux 1968     | Dick Fosbury                         | Miloslava Rezková   |
| Jeux 1972     | Jüri Tarmak                          | Ulrike Meyfarth     |
| Jeux 1976     | Jacek Wszola                         | Rosemarie Ackermann |
| Jeux 1980     | Gerd Wessig                          | Sara Simeoni        |
| Mondiaux 1983 | Hennadiy Avdyeyenko                  | Tamara Bykova       |
| Jeux 1984     | Dietmar Mögenburg                    | Ulrike Meyfarth     |
| Mondiaux 1987 | Patrik Sjöberg                       | Stefka Kostadinova  |
| Jeux 1988     | Gennadiy Avdeyenko                   | Louise Ritter       |
| Mondiaux 1991 | Charles Austin                       | Heike Henkel        |
| Jeux 1992     | Javier Sotomayor                     | Heike Henkel        |
| Mondiaux 1993 | Javier Sotomayor                     | Ioamnet Quintero    |
| Mondiaux 1995 | Troy Kemp                            | Stefka Kostadinova  |
| Jeux 1996     | Charles Austin                       | Stefka Kostadinova  |
| Mondiaux 1997 | Javier Sotomayor                     | Hanne Haugland      |
| Mondiaux 1999 | Vyacheslav Voronin                   | Inha Babakova       |
| Jeux 2000     | Sergey Klyugin                       | Yelena Yelesina     |
| Mondiaux 2001 | Martin Buß                           | Hestrie Cloete      |
| Mondiaux 2003 | Jacques Freitag                      | Hestrie Cloete      |
| Jeux 2004     | Stefan Holm                          | Yelena Slesarenko   |
| Mondiaux 2005 | Yuriy Krymarenko                     | Kajsa Bergqvist     |
| Mondiaux 2007 | Donald Thomas                        | Blanka Vlašić       |
| Jeux 2008     | Andrey Silnov                        | Tia Hellebaut       |
| Mondiaux 2009 | Yaroslav Rybakov                     | Blanka Vlašić       |
| Mondiaux 2011 | Jesse Williams                       | Anna Chicherova     |
| Jeux 2012     | Ivan Ukhov                           | Anna Chicherova     |
| Mondiaux 2013 | Bohdan Bondarenko                    | Svetlana Shkolina   |
| Mondiaux 2015 | Derek Drouin                         | Mariya Kuchina      |
| Jeux 2016     | Derek Drouin                         | Ruth Beitia         |
| Mondiaux 2017 | Mutaz Essa Barshim                   | Mariya Lasitskene   |
| Mondiaux 2019 | Mutaz Essa Barshim                   | Mariya Lasitskene   |
| Jeux 2020     | Mutaz Essa Barshim Gianmarco Tamberi | Mariya Lasitskene   |
| Mondiaux 2022 | Mutaz Essa Barshim                   | Eleanor Patterson   |
| Mondiaux 2023 | Gianmarco Tamberi                    | Yaroslava Mahuchikh |
| Jeux 2024     | Hamish Kerr                          | Yaroslava Mahuchikh |